# Левый Остров
Ле́вый О́стров — хутор в Приютненском районе Калмыкии, в составе Приютненского сельского муниципального образования
Население - 27 чел. (2010)

## История
Основан в конце 1920-х — начале 1930-х. Спасаясь от коллективизации, больше сотни семей снялись с насиженных мест на Ставрополье и двинулись в Калмыкию, где поселились на необитаемом острове. В 1940-м островное поселение насчитывало уже 120 дворов. Землянки строили из подручного материала: глины и камыша. Землю поделили под огороды. А большую часть оставили под пастбища, сделав главную ставку на скотоводство.
В конце 1950-х — начале 1960-х остров поделили между ставропольскими и калмыцкими совхозами и начали распахивать с обеих сторон. В это же время с жителей стали собирать налоги, многих привлекли к уголовной ответственности за тунеядство, население хутора стало сокращаться. Вероятно в этот же период исчез существовавший в западной части острова хутор Правый Остров.

## География
Посёлок расположен в зоне сухих степей, в западной части Пролетарского водохранилища (озеро Маныч-Гудило). Высота местности — около 20 метров над уровнем моря. Рельеф волнисто-равнинный. Почвы — солончаки луговые.
По автомобильным дорогам расстояние до районного центра — села Приютное составляет 13 км, до столицы Калмыкии города Элисты — 79 км. Остров, на котором расположен хутор, пересекает федеральная автодорога Р216 (Астрахань — Элиста — Ставрополь)
Часовой пояс
Левый Остров, как и вся Республика Калмыкия, находится в часовой зоне МСК (московское время). Смещение применяемого времени относительно UTC составляет +3:00.

## Население
| 2002 | 2010 |
| ---- | ---- |
| 29   | ↘27  |

Национальный состав
Согласно результатам переписи 2002 года большинство населения хутора составляли русские (96 %)

## Экономика
Жители живут за счёт своего личного хозяйства.